# Vicente Fox

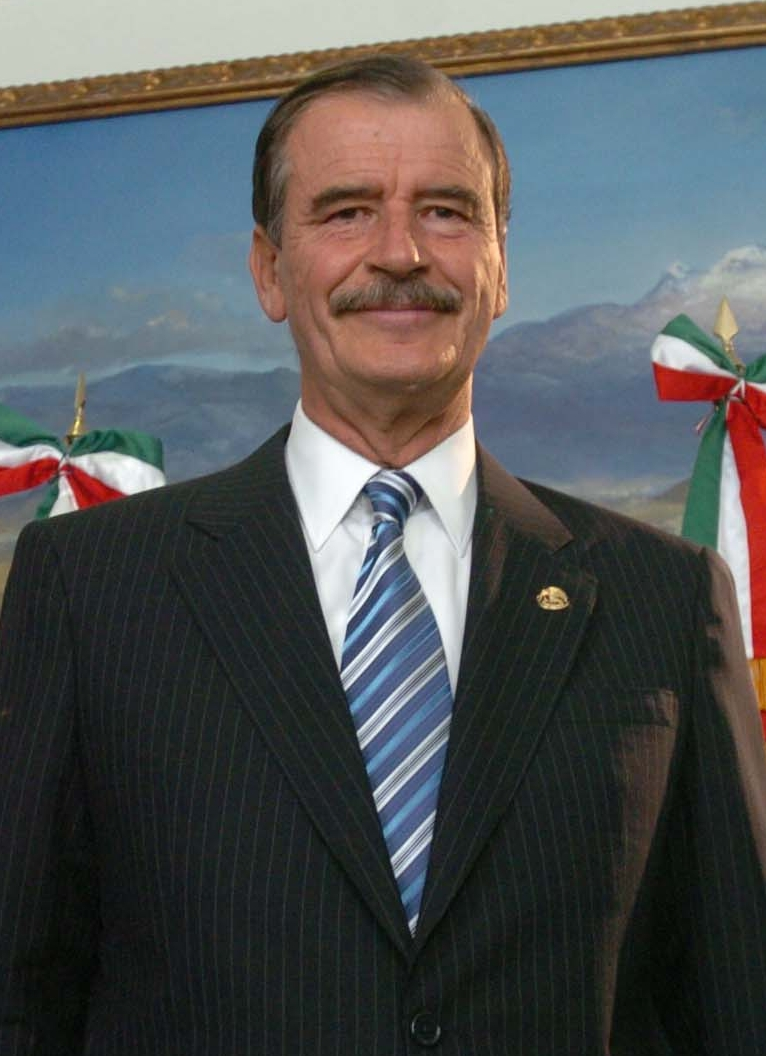
Vicente Fox (2005)

Vicente Fox (Vicente Fox Quesada [biˈsente fɔks keˈsaða]; * 2. Juli 1942 in Mexiko-Stadt) ist ein mexikanischer Politiker (PAN). Von 2000 bis 2006 war er Präsident von Mexiko.

## Herkunft
Vicente Fox’ Urgroßeltern waren Ludwig Fuchs und Catherina Elisabeth Flach, deutsche katholische Einwanderer in den Vereinigten Staaten. Sein Großvater Joseph Ludwig Fuchs anglisierte den Familiennamen zu „Fox“ und wanderte später nach Mexiko aus, wo José Luis Fox Pont, der Vater von Vicente Fox geboren wurde.

## Leben
Vicente Fox wuchs mit acht Geschwistern auf der Ranch seiner Familie in San Francisco del Rincón im Bundesstaat Guanajuato auf und besuchte katholischen Schulen, zuletzt ein Gymnasium in León. Danach studierte er Betriebswirtschaftslehre an der Universidad Iberoamericana in Mexiko-Stadt. Er schloss sein Studium 1964 ab.

### Berufliche Laufbahn
Ab 1965 trat Fox in das Unternehmen Coca-Cola ein, zunächst im Vertrieb, dann als Leiter der Logistik. 1970 wurde er Direktor von Coca-Cola Mexiko. Während seiner Amtszeit wurde Coca-Cola dort zum Marktführer bei Getränken, erzielte eine Umsatzsteigerung von fast 50 % und erhielt unbeschränkte Wassernutzungsrechte im Land. 1976 stieg er zum Präsidenten von Coca-Cola Lateinamerika auf und war damit der jüngste Geschäftsführer in der Geschichte dieses transnationalen Unternehmens. 1979 kündigte er bei Coca-Cola, um eigene Unternehmen der Lebensmittelindustrie zu gründen.

### Anfänge der politischen Laufbahn
Fox trat dem Partido Acción Nacional (PAN), der seit den 1960er Jahren größten bürgerlichen Oppositionspartei. Bei der Parlamentswahl am 6. Juli 1988 wurde er für den Wahlkreis 3 des Bundesstaates Guanajuato in das Abgeordnetenhaus gewählt.
Von 1995 bis 1999 war Fox der Gouverneur des Bundesstaates Guanajuato.

### Präsidentschaft
Im Juli 2000 wurde Vicente Fox zum Präsidenten gewählt. Er betonte im Wahlkampf, nur er könne die Vorherrschaft der seit über 70 Jahren regierenden Partido Revolucionario Institucional (PRI) beenden, da die andere Oppositionspartei Partido de la Revolución Democrática (PRD) in den Umfragen zurücklag. Fox war der erste mexikanische Präsident, der nicht Mitglied der bis ins Jahr 2000 faktisch institutionalisierten „Staatspartei“ PRI war.
Fox trat sein Amt am 1. Dezember 2000 an. Seine Amtszeit lief zum 1. Dezember 2006 aus, die mexikanische Verfassung erlaubt keine Wiederwahl. Sein Nachfolger war der am 2. Juli 2006 gewählte Rechtsanwalt Felipe Calderón, ebenso Mitglied der PAN. Seine Popularität in der mexikanischen Bevölkerung war zunächst groß. Sie nahm ab 2002 ab, da er seine Wahlversprechen nicht einhielt.
2006 verzichtete Fox auf Druck der Vereinigten Staaten darauf, ein von seiner Partei im Kongress verabschiedetes Gesetz zu unterschreiben, das Straffreiheit für den Besitz kleiner Drogenmengen gewährt hätte. Angesichts des eskalierenden Drogenkriegs in Mexiko forderte er 2010, über die „Legalisierung von Produktion, Verkauf und Verteilung von Drogen“ nachzudenken.

### Nach der Präsidentschaft
Als Donald Trump seit etwa 2015 politisch aktiv wurde, begann Vicente Fox mit der Veröffentlichung von gegen den amerikanischen Unternehmer gerichteten Tweets. Später kam ein YouTube-Kanal hinzu, auf dem er mit Guy Endore-Kaiser und Moises Aisemberg in kurzen Clips auf unterhaltsame Weise Trumps Ankündigungen und Entscheidungen durch den Kakao zog. In einem Videobeitrag am 9. September 2017 gab er scherzhaft seine Kandidatur zum Präsidenten der Vereinigten Staaten für das Jahr 2020 bekannt, um den Stimmberechtigten in den USA nahezulegen, bei den Präsidentschaftswahlen 2020 einen „besseren“ Präsidenten als Donald Trump zu wählen.

## Familie
Vicente Fox heiratete 1972 Lilian de la Concha, seine damalige Assistentin bei Coca-Cola. Ihre Ehe wurde 1991 geschieden. In zweiter Ehe heiratete er 2001 Marta Sahagún.

## Schriften
- A Los Pinos. Recuento autobiográfico y político. Océano, Mexiko-Stadt 1999, ISBN 970-651-315-9.